# Underwriters Laboratories
Underwriters Laboratories Inc. (Лаборатория по технике безопасности) — международная организация по сертификации безопасности, штаб-квартира которой находится в Нортбруке в штате Иллинойс (США). Имеет офисы в 46 странах. Основана в 1894 году как Бюро страховщиков электротехники (бюро Национального совета страховщиков от пожаров) и участвовала в анализе безопасности многих новых технологий XX века.

## История
Компания основана в 1894 году Уильямом Генри Мерриллом. Пост президента Национальной противопожарной ассоциации дал возможность Меррилу предложить ряд документов по унификации оборудования и противопожарных требований (например по огнетушителям, дверям и т. п.), а также услуги собственной компании по консультированию, тестированию, сертификации, инспектированию и маркировке оборудования.
В ноябре 2014 года компания приобрела Futuremark, выделив её в отдельное автономное подразделение.
За последующие годы компания расширила деятельность и эволюционировала от своих корней в электро- и пожаробезопасности к решению более широких вопросов безопасности, таких, как опасных веществ, качества воды, безопасности пищевых продуктов, тестирование производительности и экологической устойчивости. Компания имеет представительства в 104 странах, владеет 95 лабораториями.

## UL94
Наиболее известным стандартом компании является UL94 на горючесть пластмасс («Standard for Tests for Flammability of Plastic Materials for Parts in Devices and Appliances»). Определяет классификацию пластмасс по тому, как они горят:
- UL94-HB: медленное горение горизонтально лежащего образца; скорость горения менее 76 мм/мин для толщины менее 3 мм;
- UL94-V2: самозатухание в течение 30 с на вертикально установленном образце; образование капель из пылающих частиц допускается;
- UL94-V1: самозатухание в течение 30 с на вертикально установленном образце; допускается образование капель из негорящих частиц;
- UL94-V0: самозатухание в течение 10 с на вертикально установленном образце; допускается образование капель из негорящих частиц;
- UL94-5VB: самозатухание в течение 60 с на вертикально установленном образце; образование капель не допускается; в образце могут развиваться отверстия;
- UL94-5VA: самозатухание в течение 60 с на вертикально установленном образце; образование капель не допускается; в образце не могут развиваться отверстия.

Испытания, как правило, проводятся на образце размером 12,7×1,27 см (5×1/2″) минимальной толщины. Для тестирования на UL94-5VA и UL94-5VB метод испытания ужесточён по сравнению с другими классами.
Существуют и другие классификации, например для вспененных материалов низкой плотности (HF-1, HF-2, HBF) и тонких плёнок (VTM-0, VTM-1, VTM-2).